# Huautla, Morelos
Huautla är en ort i Mexiko.   Den ligger i kommunen Tlaquiltenango och delstaten Morelos, i den sydöstra delen av landet, 110 km söder om huvudstaden Mexico City. Huautla ligger 965 meter över havet och antalet invånare är 852.
Terrängen runt Huautla är huvudsakligen kuperad. Huautla ligger nere i en dal. Runt Huautla är det ganska glesbefolkat, med 31 invånare per kvadratkilometer. Huautla är det största samhället i trakten. I omgivningarna runt Huautla växer huvudsakligen savannskog.